# 飛鳥信
飛鳥 信（あすか しん、1962年6月25日 - ）は、日本の男性俳優。東京都出身。身長170cm。体重60kg。血液型はO型。本名は、清水 一男。株式会社アール・クルー所属。以前は金沢倶楽部、生島企画室（現在のFIRST AGENT）、円谷プロダクション芸能部などに所属していた。

## 出演

### 映画
- さくら隊散る（1988年）
- バウンス ko GALS（1997年）
- 最悪（2000年）
- 痩身男女（2001年）
- 6週間プライヴェートモーメント（2001年）

### テレビ
- 裸の大将 第71話「清のファインプレー」（1995年、KTV / 東阪企画）
- ウルトラシリーズ
  - ウルトラマンティガ 第11話「闇へのレクイエム」（1996年） - ホテルの警備員 役
  - ウルトラマンネクサス - 山邑博 役
    - 第13話「予知者 -イラストレーター-」（2004年）
    - 第14話「悪魔 -メフィスト-」（2005年）
    - 第29話「幽声 - コーリング-」（2005年）
- おばはん刑事!流石姫子9 - 船長
- 女刑事ふたり1 眠れる殺意
- 仮面ライダー龍騎 第3話「学校の怪談」（2002年） - 中村 役
- ギャルサー
- 教師カンカン物語! 〜先生だって人間なんだSP〜
- 外科医柊又三郎1
- 広域警察6
- 最悪
- ザ・ジャッジEX
- 世界ゴッタ煮偉人伝
- 太平記
- タイムスクープハンター スペシャル - 吟味与力
- true tears 〜pure album〜
- 特命!刑事どん亀
- 十津川警部シリーズ32 愛の伝説・釧路湿原
- はみだし刑事情熱系
- 花ちりめん
- はるちゃん6 - 千石敦
- 弁護士・猪狩文助5
- YASHA-夜叉-
- ゆうれい貸します 〜お染・恋の七変化〜 - 角兵衛

### Vシネマ
- 新婦調教（1998年）
- オタスケガール（2003年）

### 舞台
- 王女イヴォナ
- 危険な関係
- グレイッシュもモモ
- 恋らんまん
- 坂本竜馬
- 地雷を踏んだらサヨウナラ 〜魂夢〜
- WAS

### CM
- セイコーエプソン・オフィリオ クイズ篇

## イベント
- FOOMA JAPAN 国際食品工業展